# Persone di nome Patricia/Attori
| Questa pagina contiene informazioni ricavate automaticamente dalle voci biografiche con l'ausilio del template Bio e di un bot. L'aggiornamento è periodico e automatico e ricostruisce completamente la pagina. Se manca una persona in questa lista, sei pregato di non aggiungerla, ma accertati piuttosto che la sua voce biografica contenga il template Bio e che i dati anagrafici siano correttamente compilati. Se il template Bio manca, inseriscilo tu stesso o, in alternativa, metti l'avviso {{tmp\|Bio}} che ne segnala la mancanza. Se i dati riportati sono sbagliati, correggi direttamente la voce biografica; le modifiche saranno visibili in questa lista entro pochi giorni. Per chiarimenti vedi il progetto biografie. La lista contiene solo le 60 persone che sono citate nell'enciclopedia e per le quali è stato implementato correttamente il template Bio. Pagina aggiornata al 18 mar 2024. |

Questa è una lista di persone presenti nell'enciclopedia che hanno il prenome Patricia e sono attori.

## A(5)
- Patricia Allison, attrice britannica (Londra, n. 1994)
- Patricia Arbués, attrice spagnola (Madrid, n. 2004)
- Patricia Arquette, attrice e regista statunitense (Chicago, n. 1968)
- Pat Ast, attrice e modella statunitense (Brooklyn, n. 1941 - West Hollywood, † 2001)
- Patricia Avery, attrice statunitense (Boston, n. 1902 - La Crescenta-Montrose, † 1973)

## B(4)
- Patricia Barry, attrice statunitense (Davenport, n. 1922 - Los Angeles, † 2016)
- Patricia Belcher, attrice statunitense (Helena, n. 1954)
- Patricia Bredin, attrice e cantante britannica (Kingston upon Hull, n. 1935 - Nuova Scozia, † 2023)
- Patricia Breslin, attrice statunitense (New York, n. 1925 - Baltimora, † 2011)

## C(7)
- Pat Carroll, attrice statunitense (Shreveport, n. 1927 - Capo Cod, † 2022)
- Pat Welsh, attrice statunitense (San Francisco, n. 1915 - Green Valley, † 1995)
- Patricia Charbonneau, attrice statunitense (Valley Stream, n. 1959)
- Patricia Clarkson, attrice statunitense (New Orleans, n. 1959)
- Stephanie Cole, attrice britannica (Solihull, n. 1941)
- Patricia Collinge, attrice irlandese (Dublino, n. 1892 - New York, † 1974)
- Pat Crowley, attrice statunitense (Olyphant, n. 1933)

## D(3)
- Patti D'Arbanville, attrice e ex modella statunitense (New York, n. 1951)
- Patricia Dane, attrice statunitense (n. 1917 - Blountstown, † 1995)
- Patricia Donahue, attrice statunitense (Brooklyn, n. 1925 - † 2012)

## E(2)
- Patricia Elliott, attrice e cantante statunitense (Gunnison, n. 1938 - New York, † 2015)
- Patricia Ellis, attrice statunitense (Birmingham, n. 1918 - Kansas City, † 1970)

## F(3)
- Patsy Ferran, attrice spagnola (Valencia, n. 1989)
- Patrizia Fontana, attrice italiana (Caracas, n. 1957)
- Patricia French, attrice e doppiatrice statunitense

## G(1)
- Patricia Garland, attrice, ballerina e cantante statunitense (n. 1948)

## H(7)
- Patricia Haines, attrice britannica (Sheffield, n. 1932 - Northampton, † 1977)
- Patricia Hayes, attrice britannica (Camberwell, n. 1909 - Londra, † 1998)
- Patricia Healy, attrice e attivista britannica (Il Cairo, n. 1959)
- Patricia Campbell Hearst, attrice e criminale statunitense (San Francisco, n. 1954)
- Patricia Heaton, attrice, comica e produttrice cinematografica statunitense (Bay Village, n. 1958)
- Patricia Hitchcock, attrice e produttrice cinematografica britannica (Londra, n. 1928 - Thousand Oaks, † 2021)
- Patricia Hodge, attrice britannica (Cleethorpes, n. 1946)

## I(1)
- Patricia Idlette, attrice statunitense

## J(1)
- Patricia Jessel, attrice britannica (Hong Kong, n. 1920 - Londra, † 1968)

## K(1)
- Patricia Kalember, attrice statunitense (Schenectady, n. 1956)

## L(2)
- Patricia Ja Lee, attrice televisiva e doppiatrice statunitense (Pasadena, n. 1975)
- Patricia López Arnaiz, attrice spagnola (Vitoria-Gasteiz, n. 1981)

## M(8)
- Boots Mallory, attrice statunitense (New Orleans, n. 1913 - Santa Monica, † 1958)
- Bertha Patricia Manterola Carrión, attrice, cantante e modella messicana (Città del Messico, n. 1972)
- Rooney Mara, attrice statunitense (Bedford, n. 1985)
- Patricia Marand, attrice statunitense (Brooklyn, n. 1934 - New York, † 2008)
- Patricia McPherson, attrice, attivista e ballerina statunitense (Oak Harbor, n. 1954)
- Patricia Medina, attrice britannica (Liverpool, n. 1919 - Los Angeles, † 2012)
- Patricia Millardet, attrice francese (Mont-de-Marsan, n. 1957 - Roma, † 2020)
- Patricia Morison, attrice e cantante statunitense (New York, n. 1915 - Los Angeles, † 2018)

## N(2)
- Kate Nelligan, attrice canadese (London, n. 1950)
- Patricia Neway, attrice e soprano statunitense (New York, n. 1919 - Corinth, † 2012)

## O(1)
- Patricia Owens, attrice canadese (Golden, n. 1925 - Lancaster, † 2000)

## Q(2)
- Pat Quinn, attrice statunitense (Langhorne, n. 1937)
- Patricia Quinn, attrice cinematografica e attrice teatrale britannica (Belfast, n. 1944)

## R(4)
- Patricia Reyes Spíndola, attrice, regista e produttrice cinematografica messicana (Oaxaca de Juárez, n. 1953)
- Patricia Richardson, attrice statunitense (Bethesda, n. 1951)
- Patricia Rivadeneira, attrice cilena (Santiago del Cile, n. 1964)
- Patricia Roc, attrice britannica (Londra, n. 1915 - Locarno, † 2003)

## S(2)
- Pat Stanley, attrice e cantante statunitense (Cincinnati, n. 1931)
- Tisha Sterling, attrice statunitense (Los Angeles, n. 1944)

## V(3)
- Patricia Varvari, attrice italiana (Roma, n. 1998)
- Patricia Velásquez, attrice e supermodella venezuelana (Maracaibo, n. 1971)
- Patricia Vezzuli, attrice e modella italiana (Milano, n. 1979)

## W(1)
- Patricia Wettig, attrice e drammaturga statunitense (Cincinnati, n. 1951)